# Anyósnyelv
Az anyósnyelv vagy szobai tigrislevél (Sansevieria trifasciata), illetve fácánlevél az egyszikűek (Liliopsida) osztályának spárgavirágúak (Asparagales) rendjébe, ezen belül a spárgafélék (Asparagaceae) családjába tartozó, levélszukkulens faj. A növényt Raimondo di Sangro tiszteletére nevezték el, aki az olaszországi Sanseviero fejedelme volt. 

## Előfordulása
Az anyósnyelv eredeti előfordulási területe Nyugat-Afrika trópusai, Nigériától délkeletre egészen a Kongó-medencéig.

## Kultúrtörténeti jelentősége
A kínai mitológiában jótékony hatást tulajdonítanak neki. A kínaiak szerint aki anyósnyelvet tart, azt Isten megajándékozza a hét erény gyakorlásának képességével. A növényt lehetőség szerint napfényes helyre tették, feldíszítették Főnix-madárral és sárkányokkal. Szerencsehozó növényként tekintettek rá.

## Megjelenése, fajtái, általános jellemzői
Örökzöld és évelő növény, mely gyöktörzsből (rizóma) terjedve sűrű csoportokat alkot. A gyöktörzs egyaránt ülhet a talaj felszínén és alatt. A függőlegesen felfelé növő levelei központi tőlevélrózsából (rosetta) indulnak ki. Az idős anyóslevél levelei sötétzöldek, világos szürkészöldes keresztsávokkal tarkítva. 
A növény magassága 20 centiméter és 1 méter között szokott lenni. A levelek általában 70-90 centiméter hosszúak és 5-6 centiméter szélesek. Sárgás árnyalatú fehér virágai egy magas száron helyezkednek el. Termései vörös bogyók.
Az anyósnyelv közkedvelt szobai dísznövény. Elpusztíthatatlansága és igénytelensége miatt tartása mondhatni a reneszánszát éli. (Egyedül a túlöntözést és a tűző napot nem bírja, még a dohányfüsttel szemben is ellenálló!) A retrohangulatot kedvelők körében kiváltképp népszerű. A modern lakberendezés világában is megtalálta a helyét. 
A NASA az egyik leghatásosabb légtisztító növénynek tekinti. Jelentős mennyiségű benzolt, formaldehidet, illetve  triklór-etilént tud kiszűrni a levegőből. Az eredeti elterjedési területén a bennszülöttek az erős rostjaiból íjhúrt készítettek. Egyes kultúrákban az anyósnyelvet az értékes rostjai miatt termesztik, kiváló kötélalapanyagok, szőnyegalapanyagok.
Melegkedvelő, emiatt az északibb tájakon csak bent a házban tartható. Beéri kevés fénnyel és időnkénti locsolással. Télen csak két hónaponként kell öntözni. Túlöntözéskor hamar rothadni kezd. Ilyenkor csak az segít, ha azonnal átültetjük száraz földbe.
Számos díszfajtáját fejlesztették ki, ezek közül a legkedveltebbek a következők: 'Compacta', 'Goldiana', 'Hahnii', 'Laurentii', 'Silbersee' és 'Silver Hahnii'. A S. trifasciata var. laurentii és a 'Bantel's Sensation' elnyerték a The Royal Horticultural Society a Royal Horticultural Society Award of Garden Merit, azaz szabad fordításban a Kerti Termesztésre Érdemes Növény Díját.
A növény szaponint tartalmaz, mely enyhe mérgezést okozhat a kutyáknál és macskáknál.

## Tenyészhely
Világos, de a tűző napfénytől védett, levegős és meleg helyet kíván, ahol a hőmérséklet télen sem csökken 16 °C alá. (Amennyiben tűző napra tesszük, levelei hamar megégnek és elszáradnak.)  

## Talaj
Tőzeg alapú földkeverék, például Floresca B virágföld

## Öntözés, párásítás
Az anyósnyelvvel gondozásával kapcsolatban a legfontosabb azt a szabályt betartani, hogy egész évben csak mérsékelten öntözzük, ám minél melegebb helyen áll a növény, annál több vizet kapjon. A túlöntözés és főleg a pangó víz azonban elpusztítja! Kiváltképp káros, ha az öntözés után lehűl a növény cserepe. 
Nagy erénye, hogy jól bírja a lakások szárazabb levegőjét is, ami más szobanövények esetében a fűtési szezonban problémát jelent. Ennek köszönhetően a párásítással nem kell foglalkozni.  

## Tápanyagellátás, trágyázás
Nyáron kéthetente tápoldatozzuk. Szintén a nyári hónapokban mérsékelten juttassunk számára kaktusztrágyát. 

## Átültetés
Ha a gyökerek a föld felszínén megjelennek, célszerű átültetni nagy, a lapos cserépbe. Jól bevált szakmai fogás, ha átültetésnél a cserép alján lévő vízelvezető nyílást cseréptörmelékkel takarjuk el. 

## Szaporítás
Tőosztással és levéldugványokkal egyaránt szaporítható. Azt azonban számításba kell venni, hogy utóbbi esetben a sárga csíkos dugványokból is egyszerű zöld levelű növények fejlődnek. 

## Elrendezés
A különböző színű és levélcsíkozottságú fajták együtt nagyon szép kombinációt alkotnak. De más növényekkel együtt is igen jól mutat. 

## Kártevők, betegségek
Az anyósnyelv alapvetően egy rendkívül szívós, a legszélsőségesebb körülmények között is életképes növény, amelyet ritkán támadnak meg betegségek és kártevők. Időnként azonban a legyengült példányokat károsíthatják levéltetvek, pajzstetvek, takácsatkák és liszteskék is. 
.A pangó víz rothadást idéz elő. Ha pedig túlságosan sötét helyen vagy alacsony hőmérsékleten tartjuk a növényt, a levelein foltok keletkezhetnek. 

## Az egészségre gyakorolt kedvező hatása
Az anyósnyelv jót tesz a légző– és immunrendszernek. Segít csökkenteni a magas vérnyomást és fejfájások gyakoriságát. (Ugyanúgy, ahogyan az aloé vera, az anyósnyelv is elsősorban éjszaka termel oxigént.) A szakértők szerint az anyósnyelv azok közé a szobanövények közé tartozik, amelyek a mentális egészségünk megőrzésében is segédkezhetnek. Gondos ápolásával csökkenthető a stressz-szint, elűzhető a szorongás, kivédhető a depresszió érzése.

## Új trendek az anyósnyelv-termesztésben
Manapság divatba jött, hogy az anyósnyelvet mindenféle színes, növekedést visszafogó kupakkal törpésítik, bizarr megjelenést kölcsönözve a növénynek.
A kertészetekben és a virágboltokban mind gyakrabban találkozhatunk olyan anyósnyelvekkel, amelyek leveleit szerencsebambusz módjára fonják össze. Már Magyarországon is fel-feltünedeznek a kereskedelemben a lézergravírozással különféle mintákkal ellátott anyósnyelvek. (Például bagolyminta, rózsaminta.)

## Képek

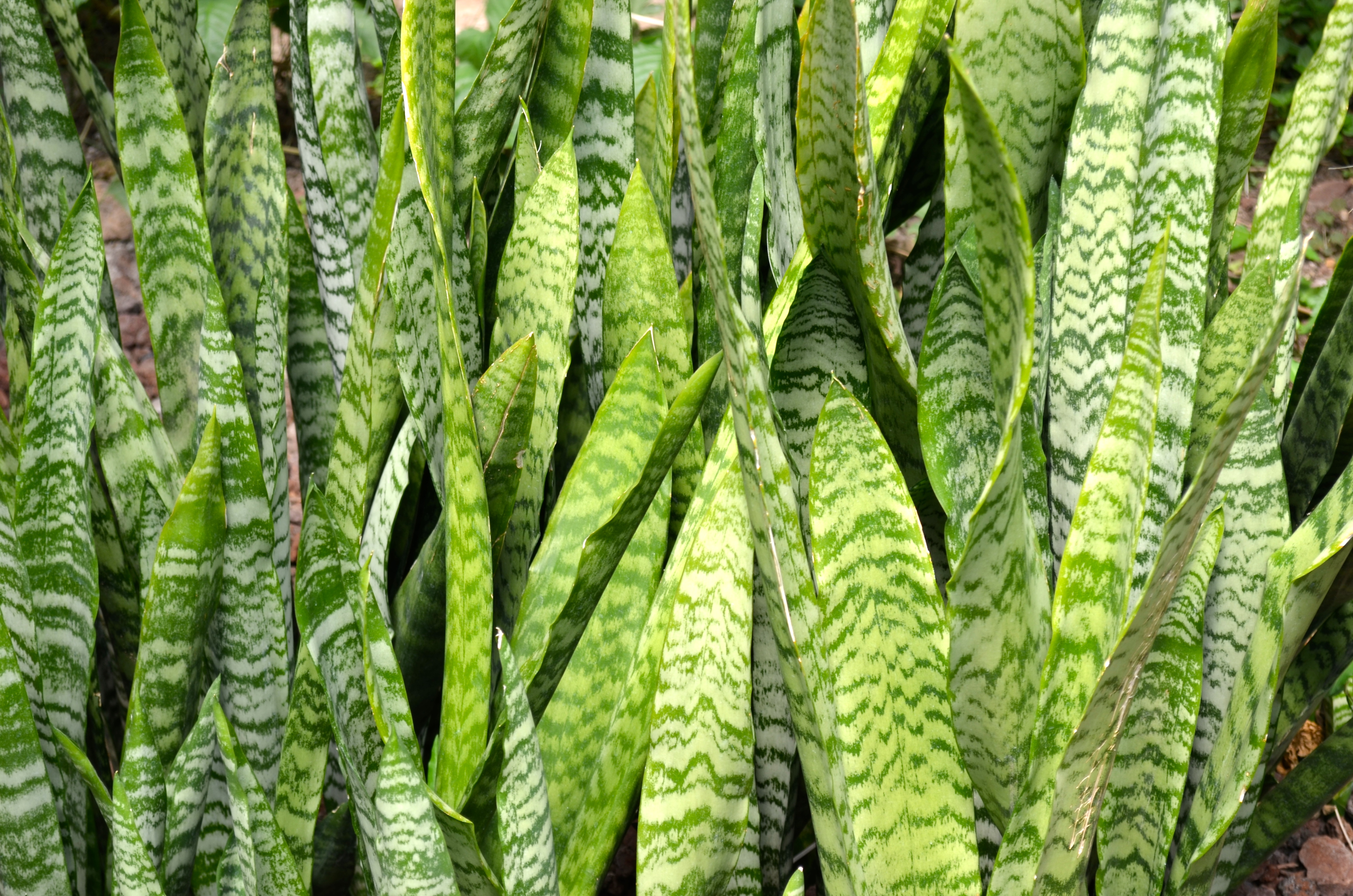
Sűrű csoportokban nő
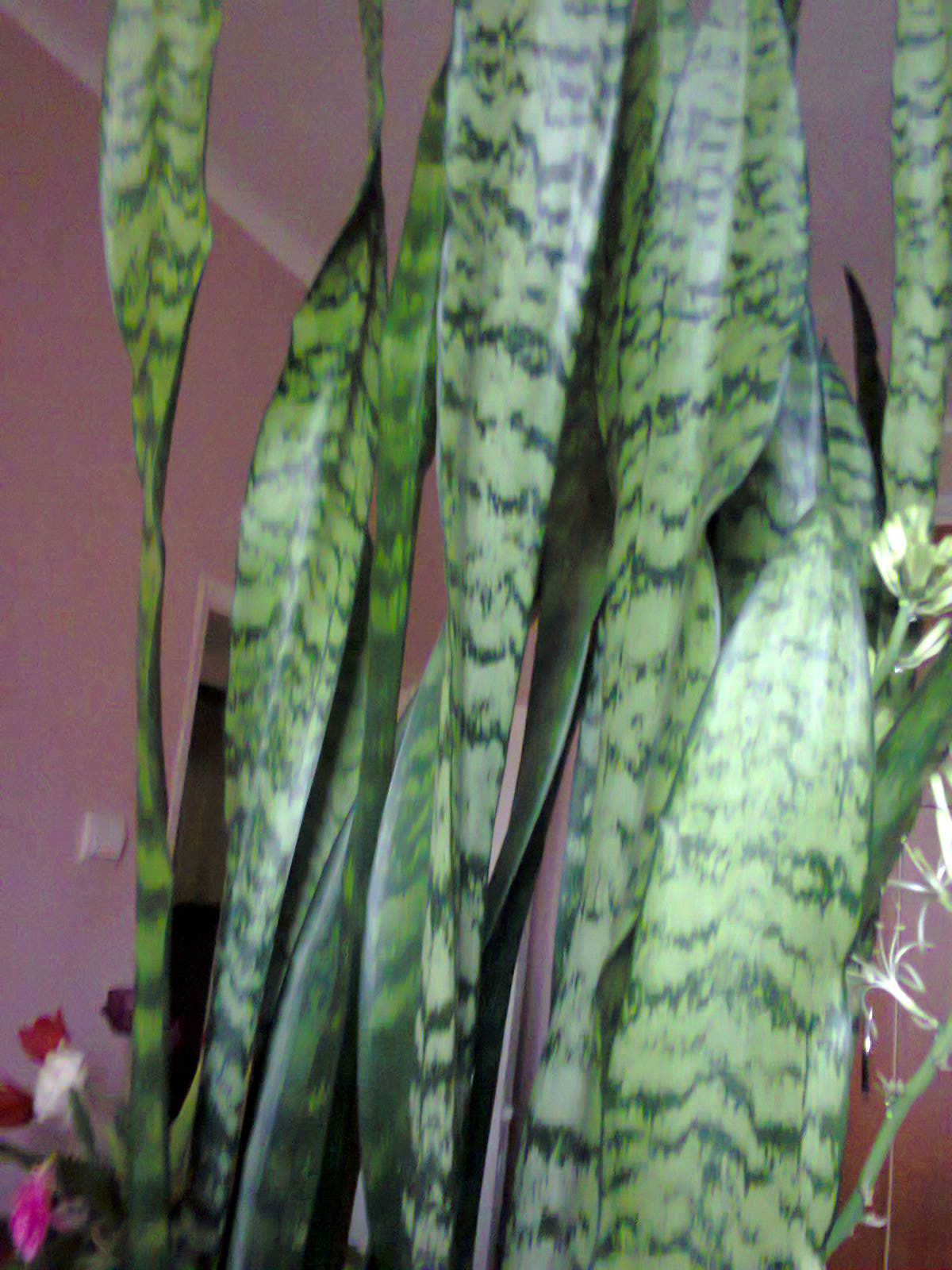
Levelei
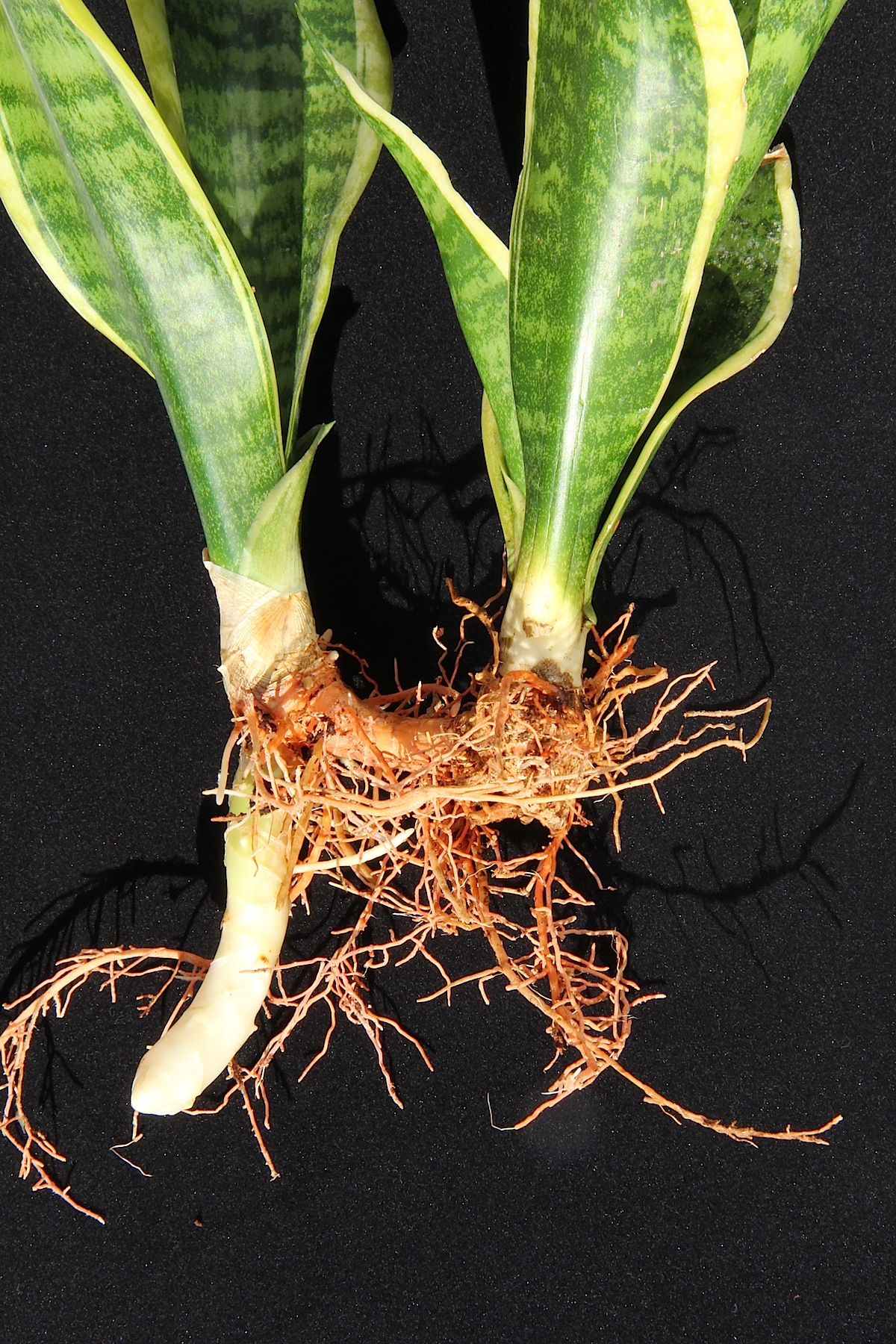
Gyöktörzse
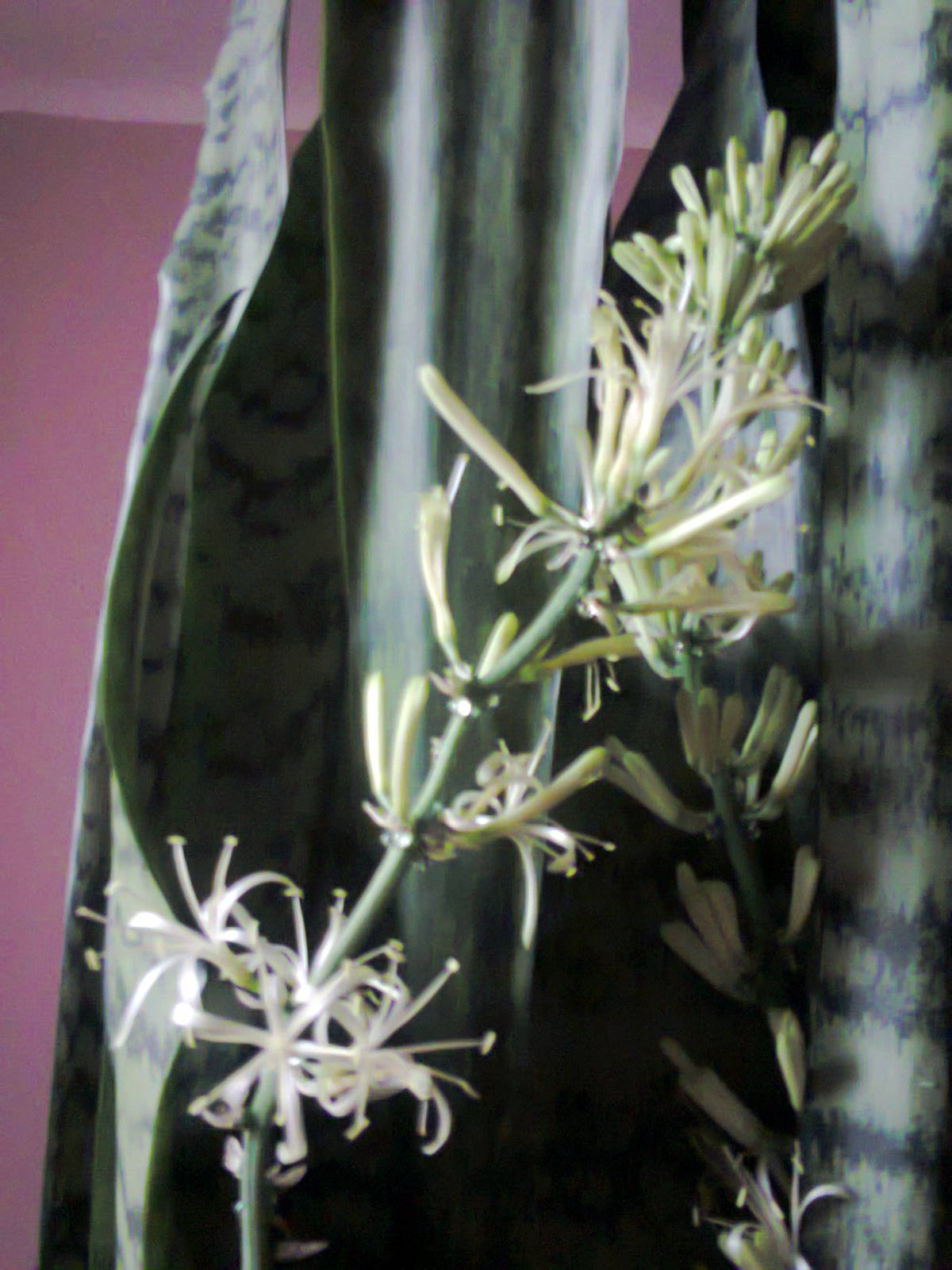
Virágai egy hosszú száron
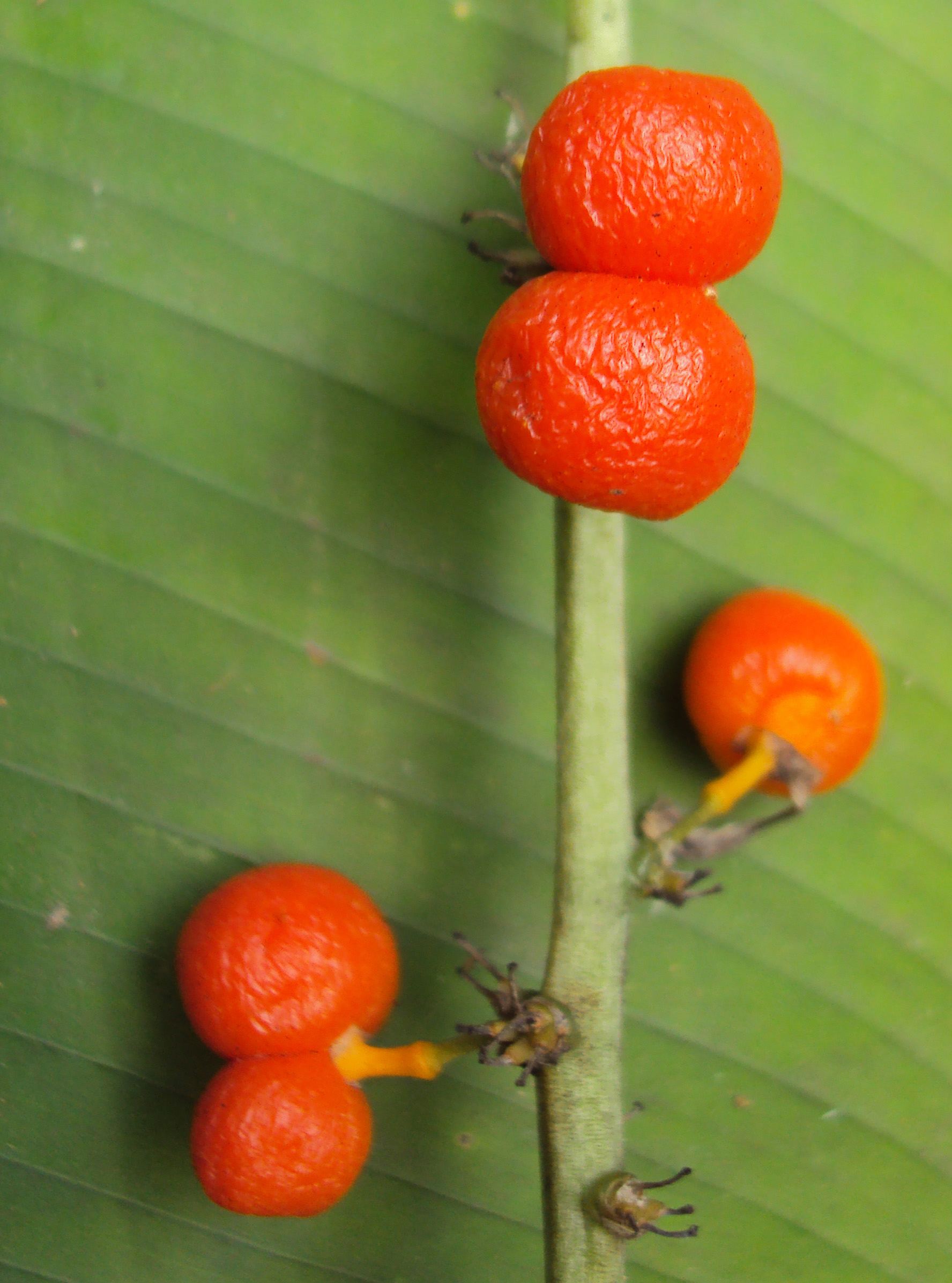
Termései
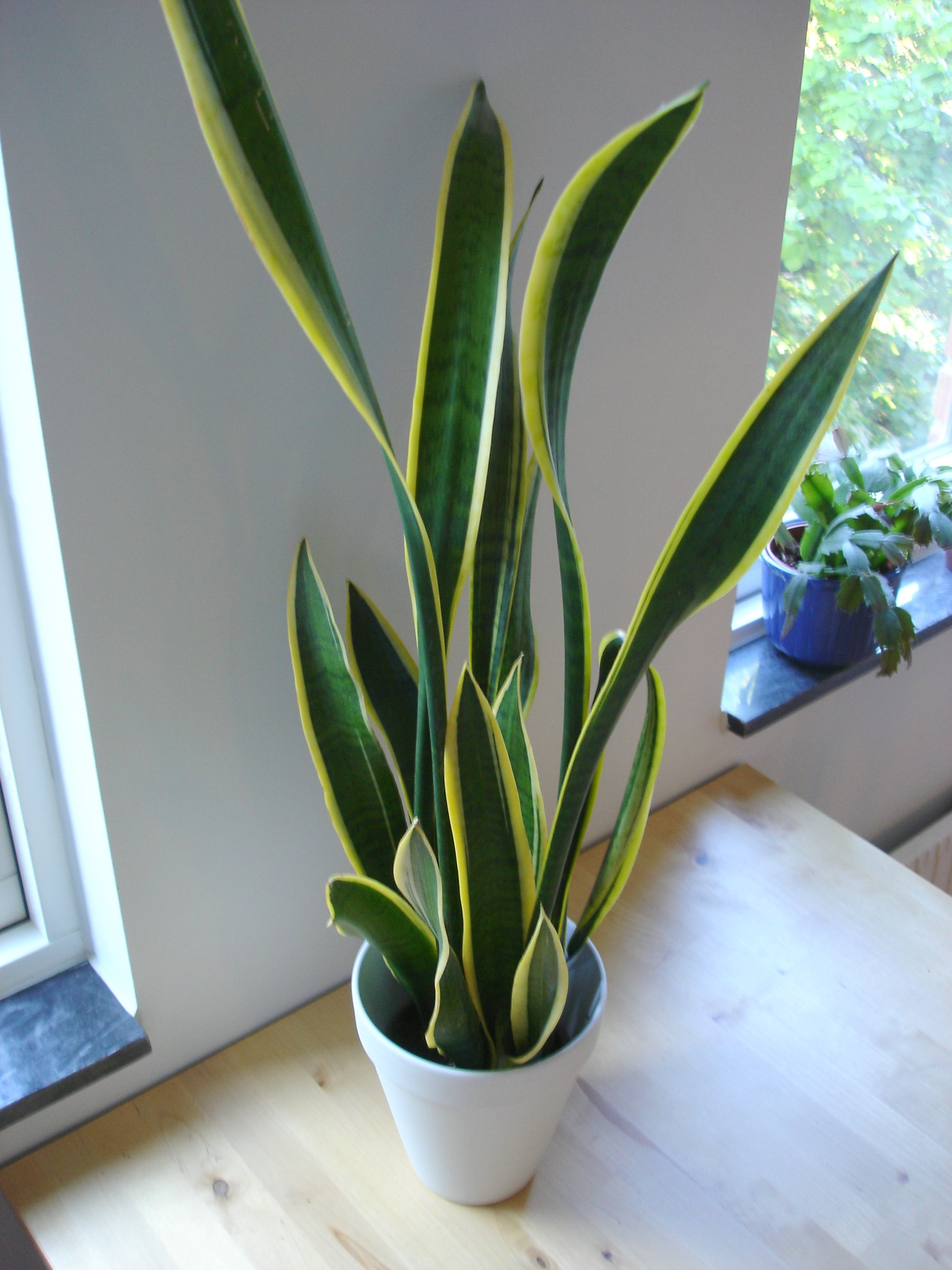
Különböző
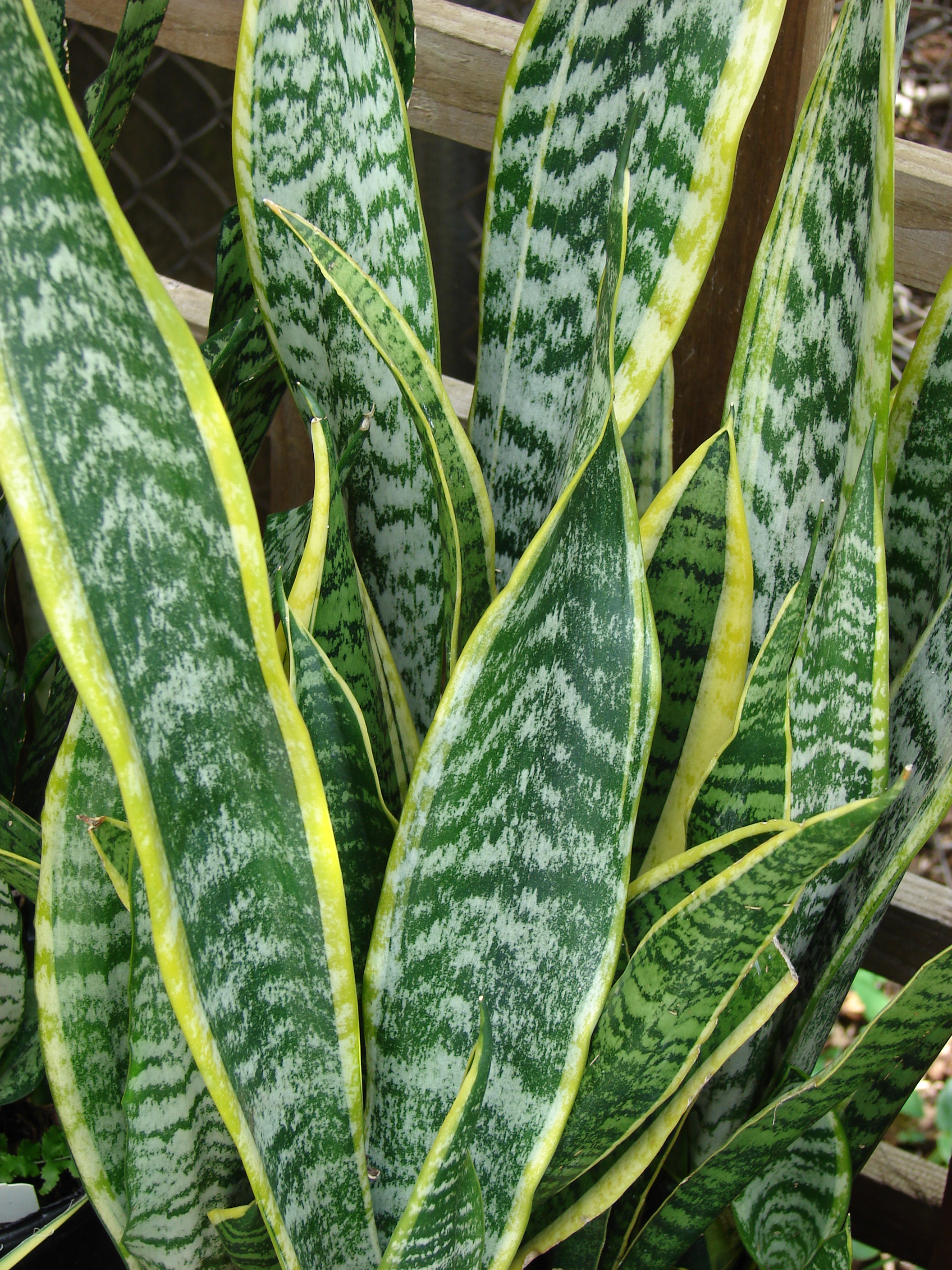
termesztett
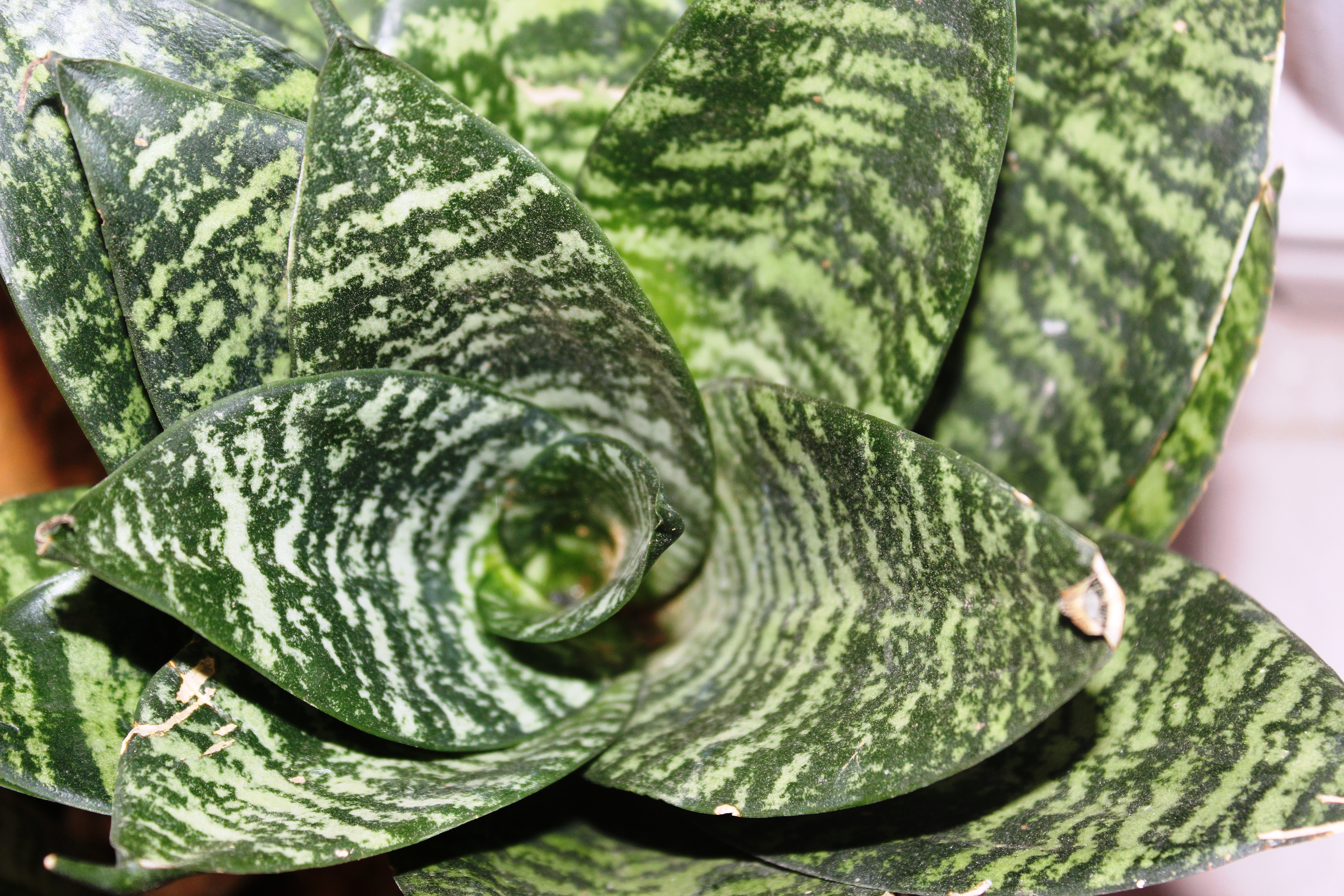
fajtái

## Fordítás
- Ez a szócikk részben vagy egészben  a   Sansevieria trifasciata című angol Wikipédia-szócikk ezen változatának fordításán alapul.  Az eredeti cikk szerkesztőit annak laptörténete sorolja fel. Ez a jelzés csupán a megfogalmazás eredetét és a szerzői jogokat jelzi, nem szolgál a cikkben szereplő információk forrásmegjelöléseként.